# Christian Friedrich von Harling

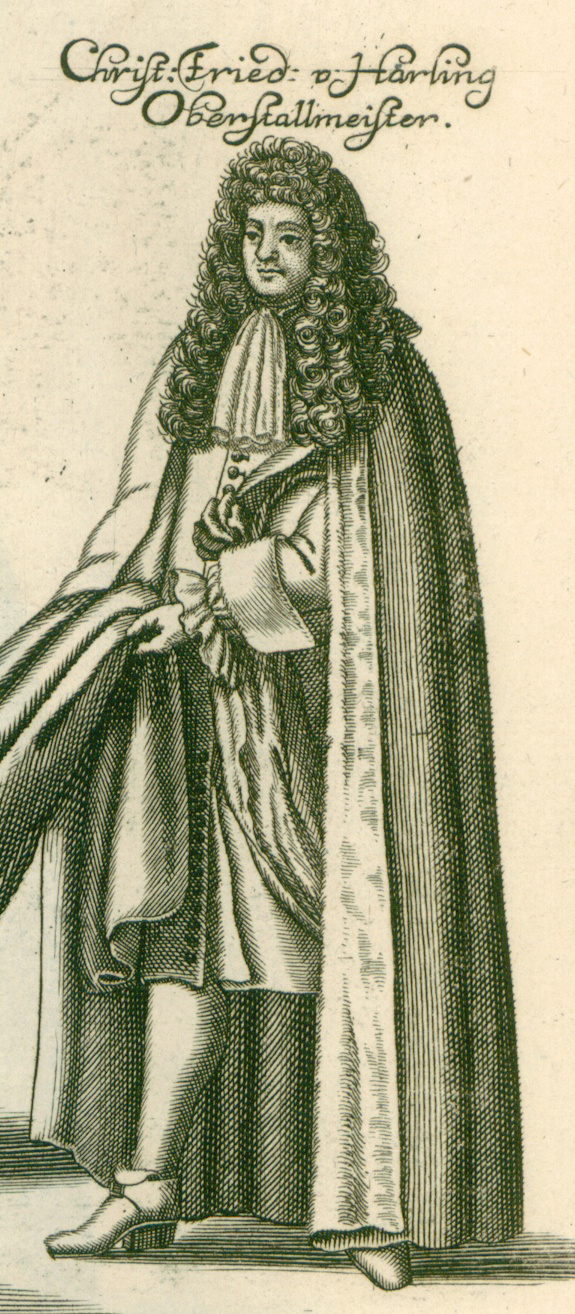
Der Oberstallmeister von Harling am 20. April 1680 mit Allongeperücke und barockem Gewand

Christian Friedrich von Harling (auch: Friedrich Christian von Harling; * 21. August 1631 auf dem Gut Neuenfelde bei Oldenburg (Oldenburg); † 4. Juli 1724 in Hannover) war ein deutscher Kammerdiener, Hofkavalier, Kurfürstlich Hannoverscher Oberstallmeister und Geheimer Rat.

## Leben

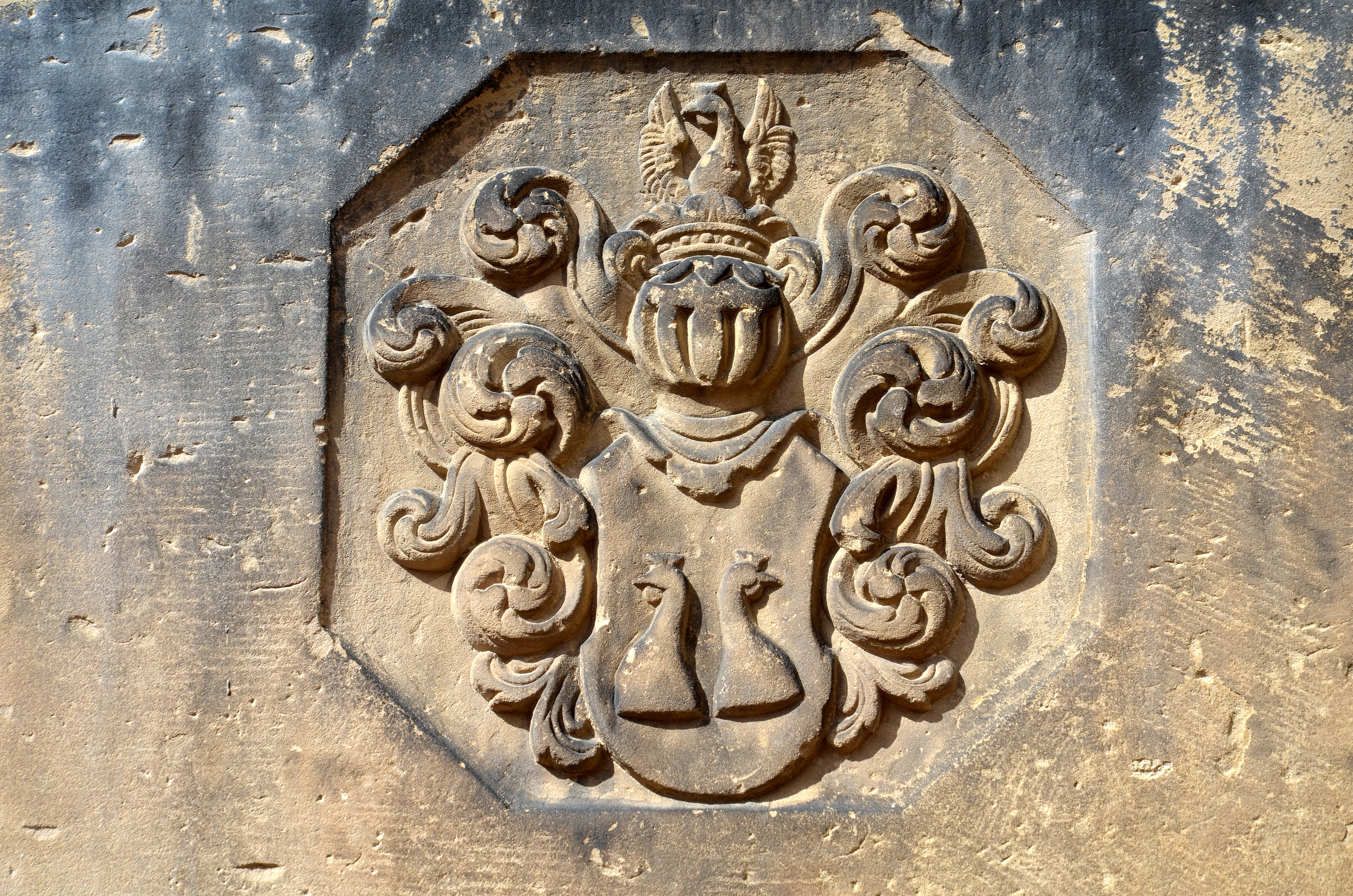
Wappen des Christian Friedrich von Harling

Geboren zur Zeit des Dreißigjährigen Krieges als Abkömmling des Adelsgeschlechtes von Harling auf dem Gut Nienfelde (beziehungsweise Neuenfelde) bei Oldenburg, begann Christian Friedrich von Harling im Jahr des Westfälischen Friedens 1648 sein Studium in Helmstedt an der dortigen Academia Julia Carolina.
Von 1650 bis 1655 wirkte von Harling als Konventuale in Lüneburg im dortigen Kloster St. Michaelis. Ab 1659 trat er als Hofkavalier in die Dienste von Herzog Ernst August von Braunschweig-Lüneburg, als dieser noch protestantischer Bischof in Osnabrück war.
1662 heiratete von Harling Anna Catharina von Offen, die Erste Hofdame der nachmaligen Kurfürstin Sophie von der Pfalz, die zugleich die Erzieherinnen der hannoverschen Prinzen und Prinzessinnen war. Insbesondere zahlreiche der sogenannten „Harling-Briefe“ von Liselotte von der Pfalz, Herzogin von Orléans und Schwägerin von König Ludwig XIV. von Frankreich, „[...] an die Oberhofmeisterin Anna Katharina von Harling, geb. von Offeln, und deren Gemahl Christian Friedrich von Harling, Geheimrat und Oberstallmeister, zu Hannover“, haben sich aus einer umfangreichen schriftlichen Korrespondenz erhalten (siehe Literatur).
Ebenfalls um 1662 wurde von Harling zunächst zum Stallmeister seines Landesherrn ernannt. Rund ein Jahrzehnt später wurde er 1672 zum Drost von Iburg erhoben. Etwa vier Jahre später nahm er 1676 am Niederländischen Krieg teil. 1680 wurde er zum Oberstallmeister befördert.

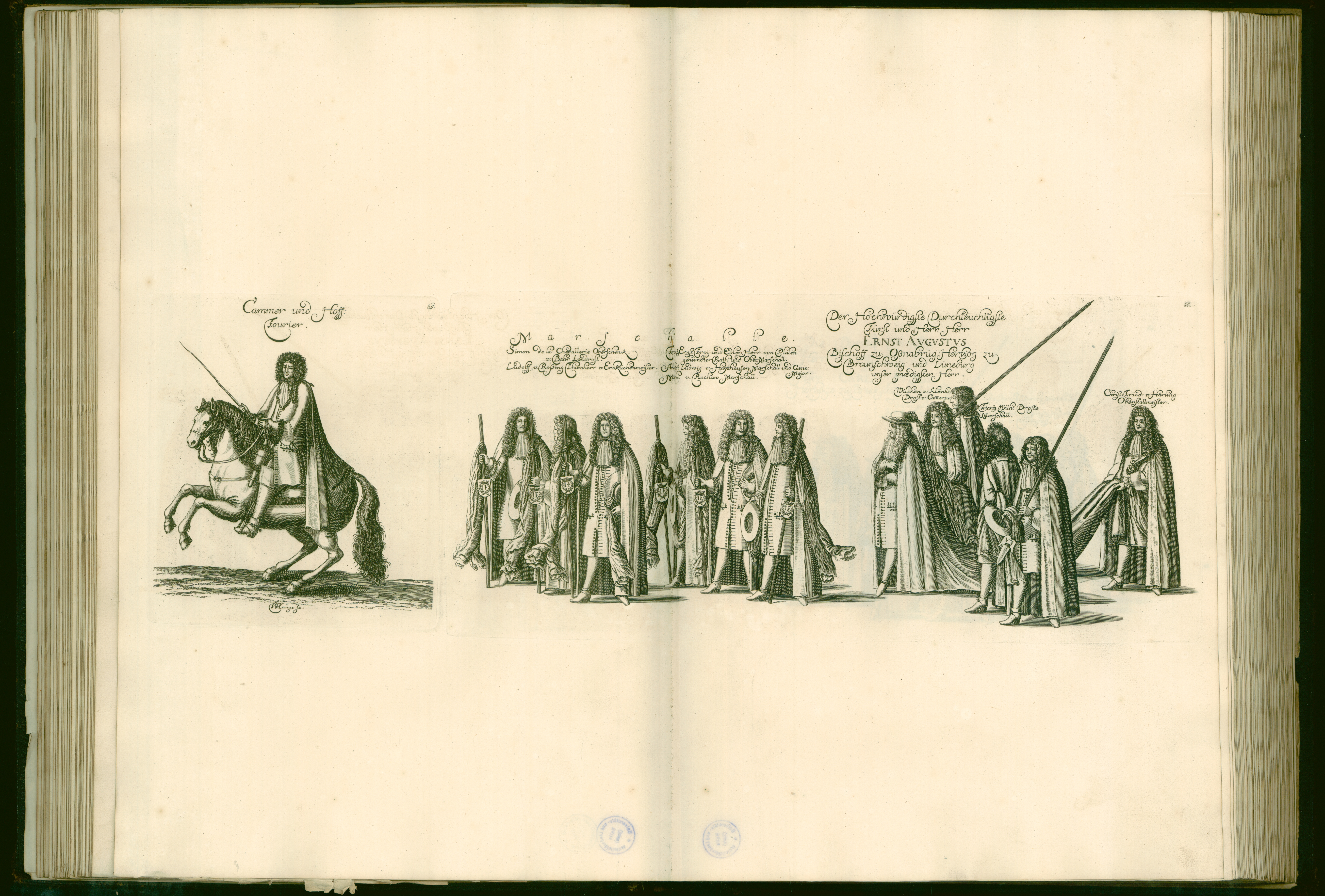
Christian Friedrich von Harling (ganz rechts) als Schleppen-Träger des Herzogs von Braunschweig-Lüneburg und späteren Kurfürsten Ernst August während des Staatsbegräbnisses für Johann Friedrich, Fürst von Calenberg, am 20. April 1680;
Kupferstich des hierfür von Leibniz gerufenen Johann Georg Lange

Ab 1684 bewohnte Anna Katharina das ihr von Ernst August, Herzog von Braunschweig-Lüneburg geschenkte sogenannte „Harlingsche Haus“ in der Calenberger Straße 29/30 „[...] auf der Neustadt“ bei Hannover.
1695 wurde von Harling zum Geheimen Rat ernannt.
Der von dem Kammerdiener Christian Friedrich von Harling im Jahr 1700 versandte Brief an den Universalgelehrten Gottfried Wilhelm Leibniz, der im Archiv der Gottfried Wilhelm Leibniz Bibliothek – Niedersächsische Landesbibliothek verwahrt wird, zählt heute zum UNESCO-Weltdokumentenerbe.

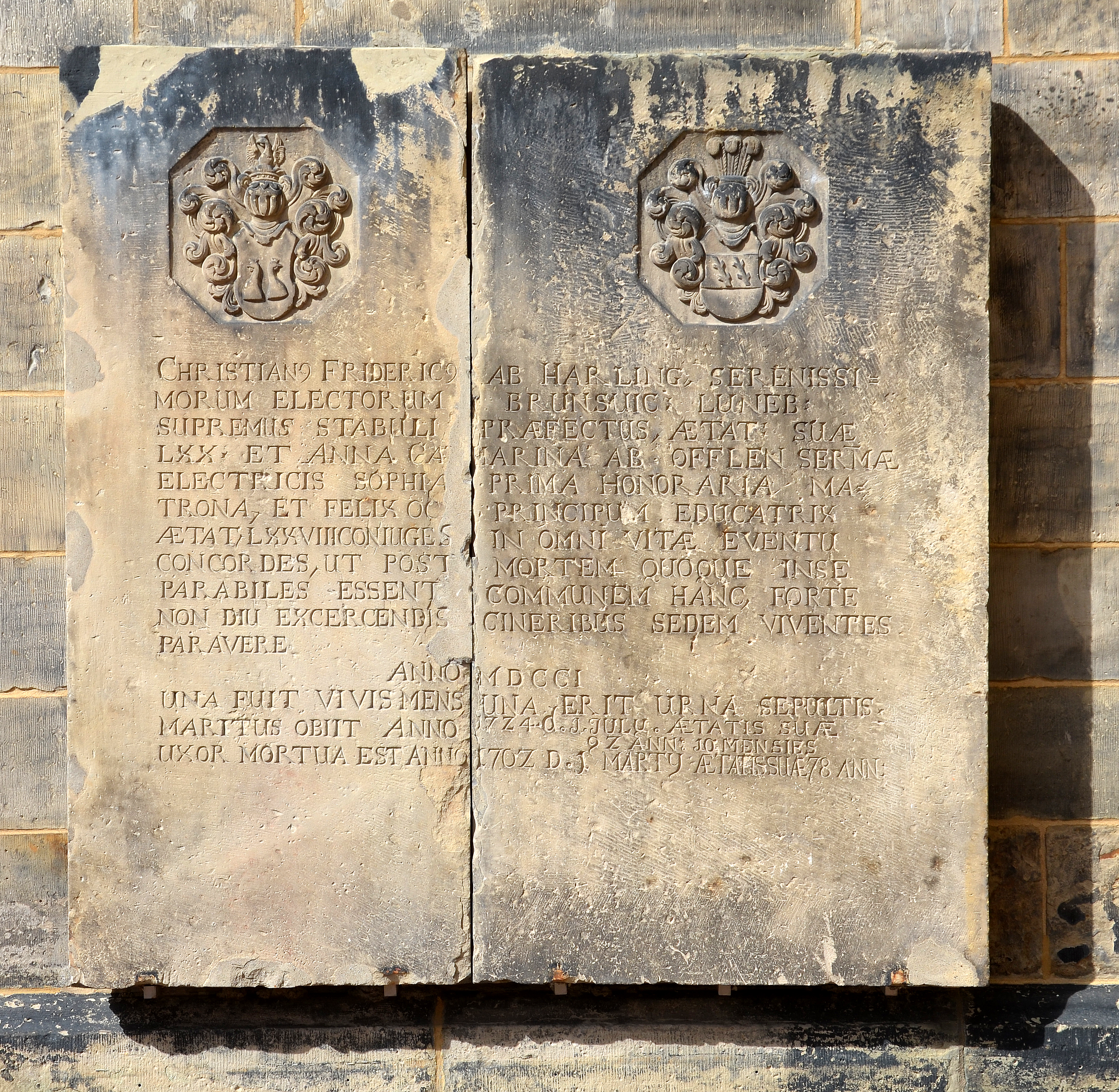
Doppelgrabstein (heute Epitaph) mit seiner Ehefrau Anna Catharina von Offen an der südlichen Kirchturm-Aussenmauer der Neustädter Hof- und Stadtkirche St. Johannis in der Calenberger Neustadt von Hannover

1701 erwarb das Ehepaar eine Begräbnisstätte in der Neustädter Hof- und Stadtkirche St. Johannis. Wenige Jahre nach seiner Ehefrau starb auch Christian Friedrich von Harling in der Residenzstadt Hannover. Durch kurfürstliches Privileg für die hochgestellten Hofbeamten wurde er ebenso wie seine Frau – und nach ihnen auch Leibniz – innerhalb der Kirche bestattet. Der Doppelgrabstein von von Harling und von Offen findet sich heute – gleichsam als Epitaph – mit den Wappen der beiden an der Südwand des Kirchturmes in der Calenberger Neustadt.